# Sergio Omar Gómez
Sergio Omar Gómez (Pilar, Argentina; 19 de julio de 1981) es un exfutbolista y entrenador argentino.Actualmente está sin club.
Como futbolista se desempeñó de defensa, su primer club fue el Platense de la Primera B en 2001, y luego pasó su carrera en clubes del ascenso y algunos equipos amateur de Argentina.

## Carrera como entrenador

### Junto a Favio Orsi
Gómez comenzó a trabajar junto a Favio Orsi en 2013 en Club Atlético Fénix. En junio de 2014 ambos fueron contratados en Deportivo Español. 
El dúo de entrenadores tomó el mando de Flandria en agosto de 2015, consiguiendo el primer ascenso a la Primera B Nacional en la historia del club.
Tras el descenso de Flandria en mayo de 2018, ambos continuaron su carrera en Club Almagro.
Su primera experiencia en Primera División, llegó el 10 de abril de 2022 cuando fueron contratados por Godoy Cruz, tras la salida de Diego Flores. Dejaron el club el 28 de octubre por mutuo acuerdo.
El 3 de julio de 2023, Gómez y Orsi fueron nombrados nuevos entrenadores de Atlético Tucumán.El 19 de febrero de 2024, dejó su cargo luego de caer ante Deportivo Riestra.
El 29 de febrero de 2024, junto a Orsi fue oficializado como entrenador de Platense. El 1 de junio de 2025, obtuvieron el Torneo Apertura después de vencer a Huracán en la final y lograron el primer título del club en su historia. Diez días más tarde, anunciaron su salida del club por "motivos personales".

## Clubes

### Como jugador
| Club                         | País      | Año       |
| ---------------------------- | --------- | --------- |
| Platense                     | Argentina | 2001-2003 |
| Villa Dálmine                | Argentina | 2004      |
| San Miguel                   | Argentina | 2004-2005 |
| Acassuso                     | Argentina | 2005-2006 |
| Fénix                        | Argentina | 2006-2007 |
| Leandro N. Alem              | Argentina | 2007-2010 |
| Fénix                        | Argentina | 2010-2011 |
| Dock Sud                     | Argentina | 2011-2012 |
| Instituto Deportivo Santiago | Argentina | 2013-2014 |
| Vélez Sarsfield (San Ramón)  | Argentina | 2014-2015 |

### Como entrenador
| Club                  | País      | Año       |
| --------------------- | --------- | --------- |
| Fénix                 | Argentina | 2013-2014 |
| Deportivo Español     | Argentina | 2014-2015 |
| Flandria              | Argentina | 2015-2018 |
| Almagro               | Argentina | 2018-2019 |
| San Martín de Tucumán | Argentina | 2019-2021 |
| Ferro Carril Oeste    | Argentina | 2021      |
| Godoy Cruz            | Argentina | 2022      |
| Atlético Tucumán      | Argentina | 2023-2024 |
| Platense              | Argentina | 2024-2025 |

### Estadísticas como entrenador
| Equipo                          | Div.                       | Estadísticas | Estadísticas | Estadísticas | Estadísticas | Estadísticas | Estadísticas | Estadísticas | Estadísticas | Estadísticas |
| Equipo                          | Div.                       | PJ           | G            | E            | P            | GF           | GC           | DG           | Efectividad  |              |
| ------------------------------- | -------------------------- | ------------ | ------------ | ------------ | ------------ | ------------ | ------------ | ------------ | ------------ | ------------ |
| Fénix Argentina                 | Primera C 2012-13          | 9            | 3            | 3            | 3            | 9            | 9            | 0            | 44.44%       |              |
| Fénix Argentina                 | Copa Argentina 2013-14     | 2            | 0            | 1            | 1            | 2            | 4            | -2           | 16.67%       |              |
| Fénix Argentina                 | Primera B 2013-14          | 40           | 17           | 9            | 14           | 53           | 47           | +6           | 50%          |              |
| Fénix Argentina                 | Total                      | 51           | 20           | 13           | 18           | 64           | 60           | 4            | 47.71%       |              |
| Deportivo Español Argentina     | Primera B 2014             | 20           | 7            | 5            | 8            | 20           | 25           | -5           | 43.33%       |              |
| Deportivo Español Argentina     | Primera B 2015             | 18           | 4            | 6            | 8            | 16           | 22           | -6           | 33.33%       |              |
| Deportivo Español Argentina     | Copa Argentina 2014-15     | 3            | 2            | 1            | 0            | 2            | 0            | +2           | 77.78%       |              |
| Deportivo Español Argentina     | Total                      | 41           | 13           | 12           | 16           | 38           | 47           | -9           | 41.46%       |              |
| Flandria Argentina              | Primera B 2015             | 14           | 5            | 5            | 4            | 13           | 8            | +5           | 47.62%       |              |
| Flandria Argentina              | Primera B 2016             | 19           | 11           | 4            | 4            | 15           | 9            | +6           | 64.91%       |              |
| Flandria Argentina              | Primera B Nacional 2016-17 | 44           | 13           | 17           | 14           | 39           | 40           | -1           | 42.42%       |              |
| Flandria Argentina              | Primera B Nacional 2017-18 | 24           | 5            | 9            | 10           | 28           | 36           | -8           | 33.33%       |              |
| Flandria Argentina              | Total                      | 101          | 34           | 35           | 32           | 95           | 93           | +2           | 45.21%       |              |
| Almagro Argentina               | Primera B Nacional 2018-19 | 16           | 6            | 4            | 6            | 12           | 16           | -4           | 45.83%       |              |
| Almagro Argentina               | Total                      | 16           | 6            | 4            | 6            | 12           | 16           | -4           | 45.83%       |              |
| San Martín de Tucumán Argentina | Primera Nacional 2019-20   | 21           | 13           | 5            | 3            | 33           | 13           | +20          | 69.84%       |              |
| San Martín de Tucumán Argentina | Primera Nacional 2020      | 8            | 1            | 3            | 4            | 5            | 10           | -5           | 25%          |              |
| San Martín de Tucumán Argentina | Primera Nacional 2021      | 4            | 0            | 3            | 1            | 3            | 4            | -1           | 25%          |              |
| San Martín de Tucumán Argentina | Copa Argentina 2019-20     | 1            | 0            | 0            | 1            | 0            | 1            | -1           | 0%           |              |
| San Martín de Tucumán Argentina | Total                      | 34           | 14           | 11           | 9            | 41           | 28           | +13          | 51.96%       |              |
| Ferro Carril Oeste Argentina    | Primera Nacional 2021      | 21           | 10           | 8            | 3            | 37           | 14           | +23          | 60.32%       |              |
| Ferro Carril Oeste Argentina    | Total                      | 21           | 10           | 8            | 3            | 37           | 14           | +23          | 60.32%       |              |
| Godoy Cruz Argentina            | Copa de la LPF 2022        | 5            | 1            | 3            | 1            | 4            | 5            | -1           | 40%          |              |
| Godoy Cruz Argentina            | Primera División 2022      | 27           | 9            | 8            | 10           | 25           | 29           | -4           | 43.21%       |              |
| Godoy Cruz Argentina            | Copa Argentina 2022        | 4            | 2            | 2            | 0            | 6            | 2            | +4           | 66.67%       |              |
| Godoy Cruz Argentina            | Total                      | 36           | 12           | 13           | 11           | 35           | 36           | -1           | 45.37%       |              |
| Atlético Tucumán Argentina      | Primera División 2023      | 5            | 4            | 1            | 0            | 6            | 0            | +6           | 86.67%       |              |
| Atlético Tucumán Argentina      | Copa de la LPF 2023        | 14           | 4            | 5            | 5            | 9            | 12           | -3           | 40.48%       |              |
| Atlético Tucumán Argentina      | Copa de la LPF 2024        | 6            | 0            | 3            | 3            | 1            | 7            | -6           | 16.67%       |              |
| Atlético Tucumán Argentina      | Total                      | 25           | 8            | 9            | 8            | 15           | 18           | -3           | 44%          |              |
| Platense Argentina              | Copa de la LPF 2024        | 6            | 3            | 2            | 1            | 7            | 4            | +3           | 61.11%       |              |
| Platense Argentina              | Copa Argentina 2024        | 2            | 0            | 2            | 0            | 0            | 0            | 0            | 33.33%       |              |
| Platense Argentina              | Primera División 2024      | 27           | 10           | 9            | 8            | 20           | 18           | +2           | 48.15%       |              |
| Platense Argentina              | Apertura 2025              | 18           | 7            | 6            | 5            | 14           | 11           | +3           | 50.98%       |              |
| Platense Argentina              | Copa Argentina 2025        | 1            | 1            | 0            | 0            | 2            | 0            | +2           | 100%         |              |
| Platense Argentina              | Total                      | 54           | 21           | 18           | 14           | 43           | 33           | +10          | 50.94%       |              |
| Total en sus equipos            | Total en sus equipos       | 379          | 138          | 124          | 117          | 381          | 346          | +35          | 47.20%       |              |

## Palmarés

### Títulos nacionales
| Título           | Club     | País      | Año    |
| ---------------- | -------- | --------- | ------ |
| Primera B Metro  | Flandria | Argentina | 2016   |
| Primera División | Platense | Argentina | A-2025 |